# Chambre de commerce et d'industrie Nord-Ardèche
La chambre de commerce et d'industrie Nord-Ardèche était l'une des deux CCI du département de l'Ardèche avant la fusion avec la CCI Ardèche Méridionale, intervenue en 2011. Son siège était à Annonay, Parc des platanes.
Cet établissement public à caractère administratif était animé par 24 élus chefs d’entreprise et faisait partie de la chambre régionale de commerce et d'industrie Rhône-Alpes.
Recouvrant le périmètre géographique de l'arrondissement de Tournon-sur-Rhône, elle correspond à la Délégation d'Annonay de la chambre de Commerce et d'Industrie de l'Ardèche, créée en 2011.

## Service aux entreprises
- Centre de formalités des entreprises
- Assistance technique au commerce
- Assistance technique à l'industrie
- Assistance technique aux entreprises de service
- Point A (apprentissage)

## Centres de formation
- Service formation

## Historique
- 2 avril 1804 : création de la chambre consultative des arts et manufactures.
- 7 avril 1869 : création de la chambre de commerce d'Annonay.
- 2002 : La CCI d'Annonay devient la CCI Nord-Ardèche.
- 25 août 2009 : Décret no 2009-1018 portant fusion de la chambre avec la chambre de commerce et d'industrie Ardèche Méridionale pour former la chambre de commerce et d'industrie de l'Ardèche.
- Après les élections consulaires de 2010 ou 2011 : Installation de la nouvelle chambre départementale.

## Pour approfondir